# شاه جهان نامه

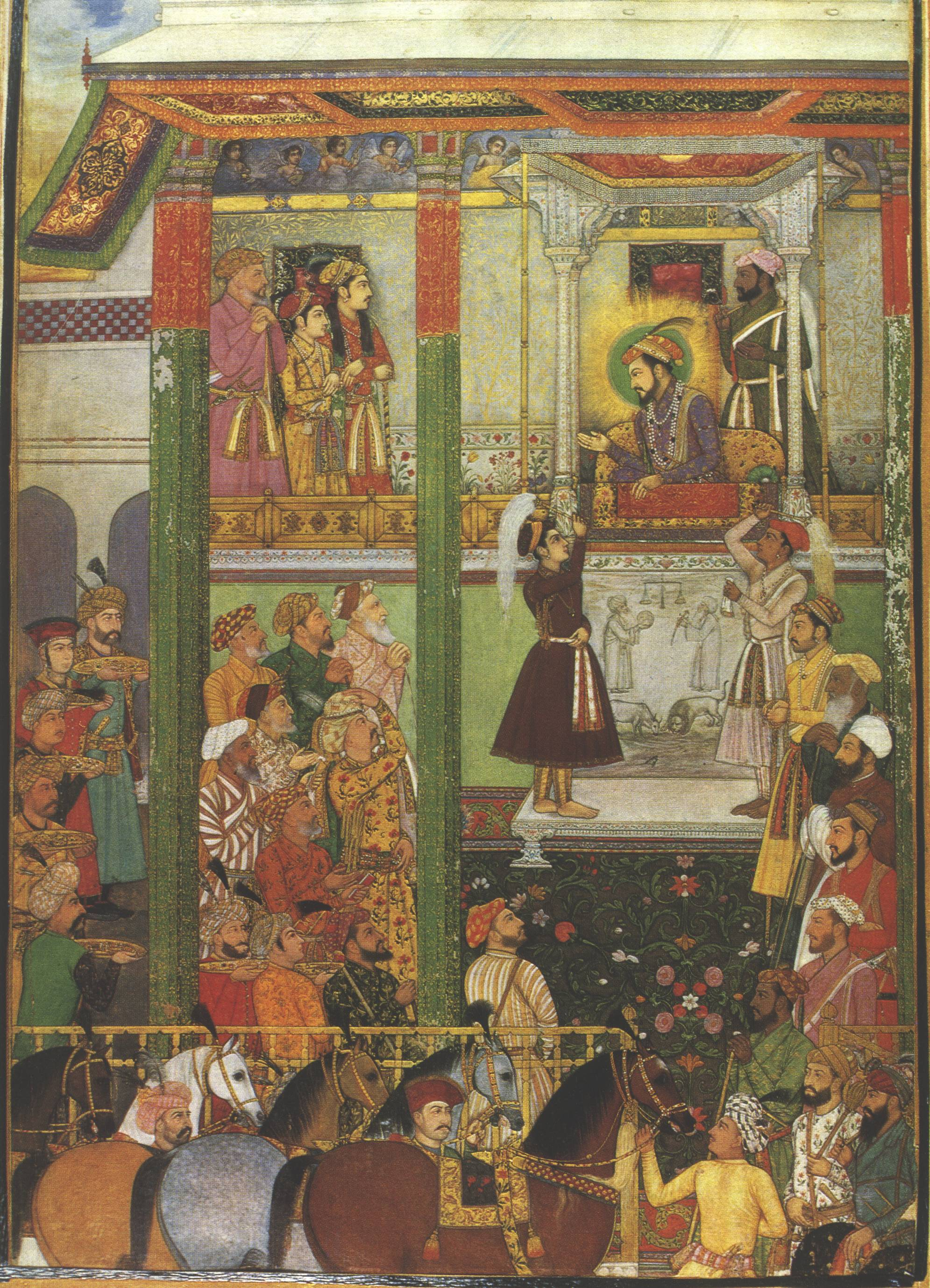
شاهنشاه گورکانی، شاه جهان، سفیران ایرانی صفوی را پذیرایی می‌کند. نقاشی در سال ۱۶۳۶ در پادشاه نامه.

شاه‌جهان‌نامه کتاب تاریخی نوشته شده دربارهٔ دوران امپراتوری شاه جهان است. پادشاه‌نامه اصطلاحی است که برای نسخه‌های تصویری و مجلل این کتاب به کار می‌رود.
اثر قابل توجهی است که توسط عنایت خان در قرن هفدهم میلادی نوشته شد. اولین ترجمه کامل انگلیسی از فارسی در قرن نوزدهم توسط آر فولر منتشر شد.